# Hong Kong Phooey
Hong Kong Phooey var en amerikansk animerad TV-serie producerad av Hanna-Barbera Productions och ursprungligen sänd på kanalen ABC åren 1974–76. Filmerna var en parodi dels på superhjältar, dels på de kampsportsfilmer och kampsportsserier som var i ropet på 1970-talet, inte minst de filmer som skådespelaren Bruce Lee medverkade i.
En serietidningsversion förekom också. Förlaget Charlton Comics gav ut nio nummer av tidningen Hong Kong Phooey under 1975–76. Några av dessa avsnitt publicerades på svenska i tidningen Scooby-Doo under namnet "Karate-Klanten".
Huvudfigur var en fridsam och synbarligen trögtänkt tvåbent hund vid namn Penrod Pooch (Penry på svenska), som arbetade som städare på en polisstation. När ett brott rapporterades hoppade han in ett arkivskåp och bytte snabbt om till den maskerade Karate-Klanten. Tillsammans med sin trogna katt Spot besegrade han under mer eller mindre eleganta former de mästerbrottslingar som bjöd motstånd.
Serieversionen var kortlivad, men TV-versionen återupplivades åtminstone två gånger, 1977 och 1980.